# Transport w Stanach Zjednoczonych
Transport w Stanach Zjednoczonych – system transportu działający w Stanach Zjednoczonych.
Sieć transportowa Stanów Zjednoczonych jest najdłuższa w świecie, w 2004 roku długość linii kolejowych wynosiła 227 tys. km, dróg kołowych 6,4 mln km (z czego 75 tys. km stanowiły autostrady), rurociągów ponad 2,4 mln km (w tym ok. 800 tys. km linii przesyłowych) oraz 41 tys. km śródlądowych dróg wodnych. W dużych miastach istnieje system szybkich kolei miejskich; najdłuższe linie metra znajdują się w Nowym Jorku (ponad 400 km), Chicago (172 km), San Francisco (120 km) oraz Bostonie, Waszyngtonie oraz Filadelfii. Dominującą rolę w przewozach pasażerów (79% przewozów, 2002) i towarów w promieniu do 200–300 km odgrywa transport samochodowy. Sieć kolejowa została ukształtowana w 2. połowie XIX w., kiedy wybudowano linie transkontynentalną łączące wybrzeże atlantyckie z pacyficznymi. W latach 1862–1869 zbudowano pierwszą linię transkontynentalną o długości 5450 km: Nowy Jork – Chicago – Omaha – San Francisco. Do początków XX w. kolej była głównym przewoźnikiem towarów (ponad 75% ładunków) i pasażerów. Konkurencja ze strony transportu samochodowego przyczyniła się do likwidacji wielu nierentownych połączeń kolejowych, w latach 1916–1990 ich długość zmniejszyła się o ponad połowę.

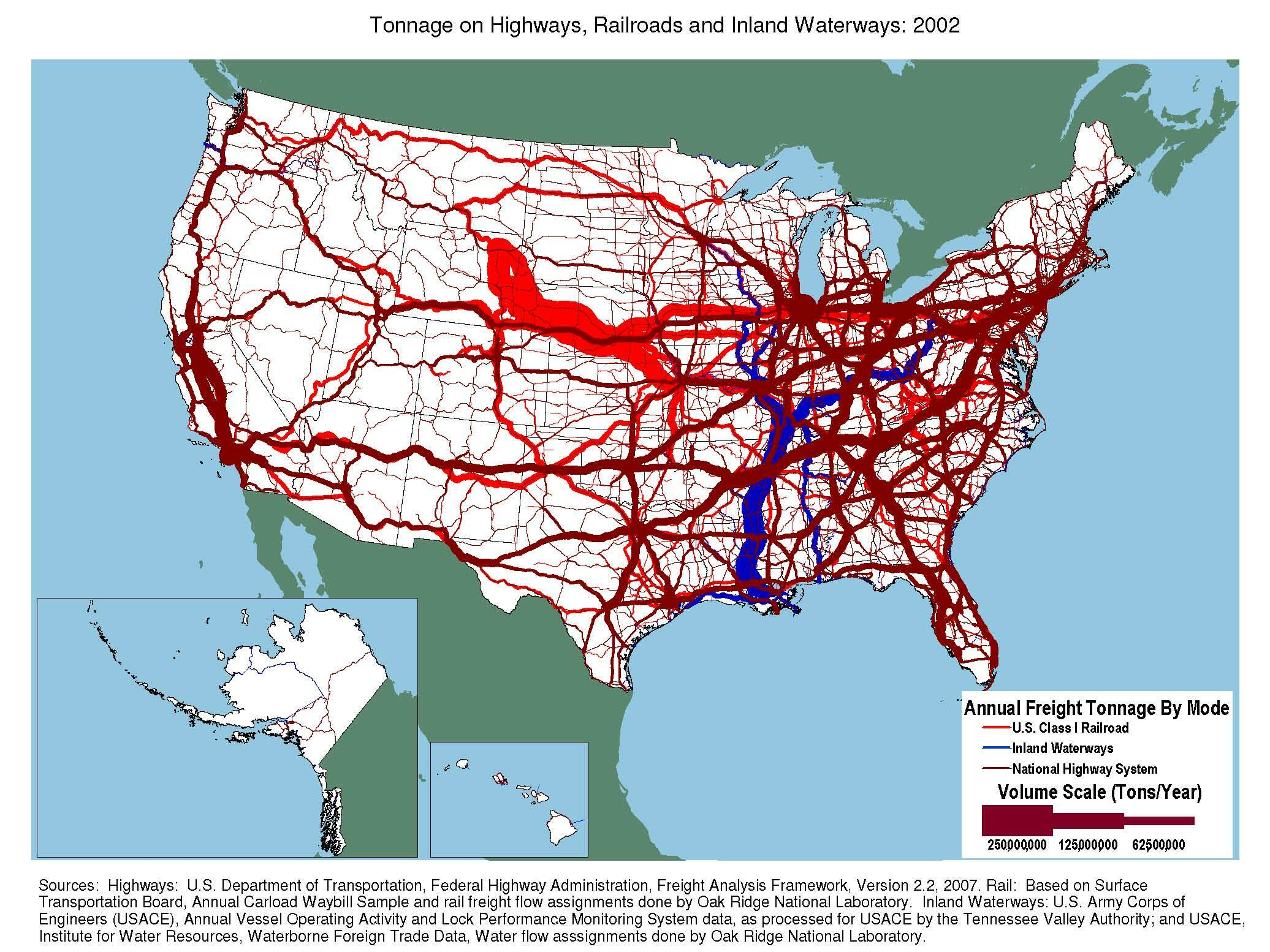
Tonaż na autostradach, liniach kolejowych i śródlądowych drogach wodnych

## Transport drogowy

Mapa autostrad w USA

Najważniejszą siecią transportową jest system autostrad międzystanowych o długości ok. 73 tys. km. System ten łączy około 90% wszystkich amerykańskich miast powyżej 50 tys. mieszkańców. System autostrad, utworzony w latach 50. XX w. obsługuje ponad 20% ruchu samochodowego w kraju.

## Transport kolejowy
Mimo iż większość podróży w obszarach metropolitalnych odbywa się samochodami, transportem publicznym, to podmiejskie linie kolejowe odgrywają ważniejszą rolę w najbardziej zaludnionych miastach, ponieważ większość z ich mieszkańców właśnie nimi powraca do swoich domów. Chociaż koleje zdominowały kiedyś zarówno ruch towarowy, jak i pasażerski w Stanach Zjednoczonych, to przez regulacje rządowe i zwiększoną konkurencję ze strony samochodów ciężarowych, ich rola w transporcie zmniejszyła się. Kolej obsługuje około jednej trzeciej międzymiastowego ruchu towarowego w kraju. Najważniejszymi przewożonymi towarami są węgiel, zboże, chemikalia i pojazdy samochodowe. Wiele firm kolejowych zrezygnowało z obsługi pasażerów do 1970 r., kiedy to Kongres utworzył National Railroad Passenger Corporation (znaną jako Amtrak), czyli korporację rządową, mającą na celu przejęcie obsługi pasażerów. Amtrak obsługuje dziś system kolejowy o długości 34 000 km, który zarządza ponad 500 stacjami w całym kraju.

## Transport wodny
Transport wodny jest skoncentrowany wokół systemu rzeki Missisipi w głębi kraju, Wielkich Jezior na północy oraz wzdłuż wybrzeża Zatoki Meksykańskiej. Największymi portami w kraju pod względem obsługiwanego tonażu są Port of South Louisiana, Port w Houston w Teksasie, Port w Nowym Jorku, Port w New Jersey oraz port w Nowym Orleanie.

## Transport lotniczy
Transport lotniczy odnotował spektakularny wzrost popularności w połowie XX wieku. W latach 1970–1999 ruch pasażerski certyfikowanych przewoźników lotniczych wzrósł tam o 373%. Dzisiaj istnieje ponad 14 000 publicznych i prywatnych portów lotniczych, z których najbardziej ruchliwe są lotniska w Atlancie i Chicago. Najwięcej ładunków obsługują lotniska w Memphis, Tennessee i Los Angeles.